# George Herman Babcock
George Herman Babcock (Unadilla Forks, 17 giugno 1832 – Plainfield, 16 dicembre 1893) è stato un inventore e imprenditore statunitense co-inventore della caldaia a tubi d'acqua assieme al socio Stephen Wilcox con il quale fondò poi la società Babcock & Wilcox.

## Biografia
Babcock nacque in una famiglia di inventori. Da ragazzo iniziò la sua carriera nell'industria laniera. Quando era ancora adolescente aprì una tipografia a Westerly, Rhode Island. Qui fondò la rivista Literary Echo che in seguito fu rinominata The Narragansett e continuò fino alla fine del XIX secolo. Grazie al suo interesse per la fotografia, avviò una manifattura di macchine da stampa per la quale inventò una pressa policromatica per la stampa in più colori.
Dopo essersi trasferito a New York, Babcock insegnò disegno meccanico al Cooper Institute. Fu disegnatore per la Mystic Iron Company e la Hope Iron Company a Providence. Qui, insieme a Stephen Wilcox, sviluppò il motore Babcock-Wilcox, che fu messo in produzione. Insieme fondarono la Babcock & Wilcox boiler company nel 1867, con Babcock come presidente e Wilcox come vicepresidente.
La caldaia a tubi d'acqua di Babcock forniva una produzione di vapore più sicura ed efficiente, ed era costruita per funzionare meglio a pressioni più elevate rispetto alle caldaie precedenti. Nel 1881 fu installata la prima caldaia di servizio prodotta da Babcock e Wilcox. Dal 1886 al 1887 Babcock fu presidente dell'American Society of Mechanical Engineers.
Nel 1889, Babcock era in visita da un amico vicino ad Alfred e venne a conoscenza della Celadon Terra Cotta Company. Acquistò azioni e divenne presto un azionista di maggioranza, diventando presidente della società nel 1890. Come presidente ottenne sedici brevetti per nuovi modelli di tegole in argilla, come il modello di tegola Conosera.

## Riconoscimenti
Nel 1997, Babcock è stato inserito nel National Inventors Hall of Fame.